# لويس راموس (فنان قتال مختلط)
لويس راموس هو فنان قتال مختلط برازيلي، ولد في 18 يناير 1981 في ريو دي جانيرو في البرازيل.

## وصلات خارجية
- لويس راموس على موقع يو إف سي (الإنجليزية)
- لويس راموس على موقع شيردوغ (الإنجليزية)